# Matija Belić
Matija Belić (Srijemska Mitrovica, 10. kolovoza 1885. – Zagreb, 20. travnja 1969.) je bio jedan od poznatih hrvatskih poznavatelja i prevoditelja kanonskog prava Katoličke crkve. Vrijedno je njegovo djelo Zbirka kanonskih propisa o braku, objavljeno u Zagrebu 1937. godine. Podrijetlom je bio iz Mitrovice.
Završio je pravo u Zagrebu s doktoratom 1913. godine. Tijekom prvog svjetskog rata (1915.) zaposlio se kao odvjetnik, što je radio sve do 1959. godine. Kao odvjetnik radio je u Đakovu i Zagrebu. 
U međuraću je bio među inicijatorima organiziranja u križarska bratstva i sestrinstva po raznim mjestima na sjeveroistoku hrvatskog etničkog prostora.
Od 1943. do 1945. držao je katedru za rimsko pravo, odnosno za pandektno pravo i međunarodno privatno pravo na zagrebačkom Pravnom fakultetu. Od 1935. do 1945. bio je nastavnik komparativnog ženidbenog prava. 
Objavio je i ova djela:
- Advokati i novi naputak za bračne parnice, 1937.
- Zbirka kanonskih propisa o braku, 1937.
- Parnični troškovi u bračnim parnicama pred duhovnim sudovima, 1939.
- Pravni položaj žene u Hrvatskoj i Slavoniji čiji je brak proglašen nevaljanim po kan. 1099, Paragr.1, n. 2, Cod. iur. can, 1939.

## Vanjske poveznice
- Hrčak Franjo Herman o Belićevoj Zbirci kanonskim propisa u Bogoslovskoj smotri, sv.25 br.2 prosinac 1937.